# Pterina
A pterina (do grego pteron, asa) é um composto heterocíclico constituído por um núcleo de pirazina fundido com um núcleo de pirimidina (uma pteridina portanto), com um grupo carbonila e um grupo amina ligados aos carbonos 4 e 2 da pirimidina respectivamente. Existem vários tautómeros da pterina, como se pode ver abaixo. Dizem-se pterinas os derivados da pterina, ou seja, os derivados da 2-amino-4-oxopteridina, com grupos ligados ligados ao núcleo de pirazina.

## Ocorrência na natureza
As pterinas estão presentes em numerosas biomolécula, sobretudo nos pigmentos que dão cor aos insetos, como a xantopterina; as pterinas foram também descobertas nos pigmentos das asas (pteron em grego, daí o seu nome) de borboletas. Têm também um papel importante como cofatores, como a biopterina ou o ácido fólico (vitamina B9).
Os derivados deste último, os folatos, são pterinas "conjugadas" (conjugação ceto-enólica), possuindo ligado ao carbono 6 do núcleo de pteridina um grupo ácido 4-aminobenzoico por sua vez ligado a um grupo glutamato. São compostos essenciais num grande número de reações bioquímicas de transferência de grupo. Contam-se entre essas reações biossintéticas dependentes dos folatos a transferência de grupos metila para a homocisteína no ciclo da S-Adenosilmetionina, ou a transferência do grupo formila para a metionina para formar a N-formilmetionina.

## Propriedades
A pterina apresenta-se sob a forma de cristais ou de pó cristalino amarelo a bege. Quando aquecida, decompõe-se sem fundir.
A pterina possui duas pKa, uma primeira de 2,20 e a segunda de 7,86 (água, 20 °C).
A pterina possui várias formas tautoméricas, devido às deslocalizações das ligações duplas nos dois aneis, e sobre as funções amina e cetona.

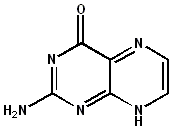
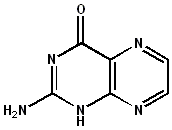
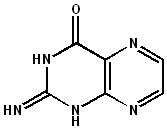
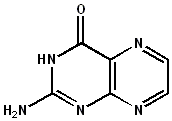
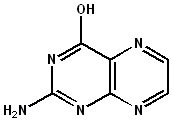
2-amino-4-hidroxipteridina

A tautomeria sobre a função cetona permite a criação de um isómero mais ou menos estável, a 2-amino-4-hidroxipteridina forma enol da pterina, a partir da qual se formam os folatos:

## Biossíntese
A biossíntese das pterinas faz-se a partir do trifosfato de guanosina, com o auxílio da enzima GTP ciclo-hidrolase I que é encontrada quer nos procariotas quer nos eucariotas.

## Síntese
Pode fazer-se a síntese da pterina a partir do éster metílico da 2-carboxi-3cloropirazina e do hidrogenocarbonato de guanídio.
Uma outra síntese parte da reação da 2,4,5-triamino-6-hidroxipirimidina  com o glioxal.

## Outras pterinas
A pterina existe na natureza sod diferentes formas, dependentes das suas funções. A tetraidrobiopterina, a principal pteridina não conjugada nos vertebrados, é um cofator na hidroxilação de compostos aromáticos e na síntese do monóxido de azoto. A molibdopterina é uma pteridina substituída, que liga ao molibdénio resultando em cofatores das oxidorredutases envolvidas nas hidroxilações, na redução do nitrato e na oxidação respiratória. A tetraidrometanopterina é utilizada pelos organismos metanogénicos. A cianopterina é uma versão glicosilada da pteridina, mas a sua função nas cianobactérias é por ora desconhecida.